# 朱之俊
朱之俊（1596年—1671年），字擢秀，號沧起，山西汾州府汾阳县民籍。明朝政治人物。

## 生平
天啓元年（1621年）乙卯科山西鄉試舉人，天啓二年（1622年）聯捷壬戌科進士。刑部观政，改翰林院庶吉士，四年授翰林院检讨、徵仕郎、纂修实录、教习内书堂。七年五月升国子监司业。崇祯元年（1628年）充会试同考官，转翰林院侍讲，后奉诏吴越之行。四年（1631年），因受到党争牵连被罢免还乡。清顺治二年（1645年）四月，授予内翰林书秘院侍读，篡修明史副总裁，不久辞职回乡，与傅山、王觉斯等人为友，唱和诗文。著有《排青楼诗草》、《周易纂》、《春秋纂》等书稿存世。